# Nikolaj Poetsjkov
Nikolaj Georgijevitsj Poetsjkov (Russisch: Николай Георгиевич Пучков) (Moskou, 30 januari 1930 - Sint-Petersburg, 8 augustus 2005) was een Sovjet-Russisch ijshockeydoelman. 
In 1954 werd Poetsjkov met de Sovjet-ploeg wereldkampioen.
Poetsjkov won tijdens de Olympische Winterspelen 1956 in Cortina d'Ampezzo de gouden olympische medaille, dit toernooi was ook als wereldkampioenschap aangemerkt. 
Tijdens de Olympische Winterspelen 1960 in het Amerikaanse Squaw Valley won Poetsjkov met zijn ploeggenoten de bronzen medaille.
In de periode 1949 tot en met 1953 won Poetsjkov drie landstitels met VVS Moskou. Nadat deze ploeg in 1953 was opgedoekt, stapte Poetsjkov over naar CSKA Moskou waarmee hij in negen seizoenen zesmaal landskampioen werd. Hij werd in 1954 uit geleend aan Dinamo Moskou.
Poetsjkov was gedurende zeventien jaar coach van SKA Leningrad.